# George Nugent-Grenville, 2:e baron Nugent
George Nugent-Grenville, 2:e baron Nugent, född den 31 december 1789, död den 26 november 1850, var en irländsk politiker. Han var son till George Nugent-Temple-Grenville, 1:e markis av Buckingham. 
Nugent var ledamot av underhuset 1810–1832 och 1847–1850. Han var 1830–1832 skattkammarlord och 1832–1835 lordöverkommissarie över Joniska öarna. Han författade bland annat Memorials of John Hampden (1832; 4:e upplagan 1856) och Lands classical and sacred (2 band, 1845).